# Marquesado de O'Reilly
El Marquesado de O'Reilly es un título nobiliario español creado el 19 de marzo de 1877 por el rey Alfonso XII a favor de María de las Mercedes O'Reilly y Ruiz de Apodaca, descendiente de los Príncipes de Est-Breafny, en Irlanda.

## Marqueses de O'Reilly
|                          | Titular                                          | Periodo                  |
| Creación por Alfonso XII | Creación por Alfonso XII                         | Creación por Alfonso XII |
| ------------------------ | ------------------------------------------------ | ------------------------ |
| I                        | María de las Mercedes O'Reilly y Ruiz de Apodaca | 1877-1895                |
| II                       | Darío Valcárcel y Kholy                          | 1930-1979                |
| III                      | Darío Valcárcel y Lezcano                        | 1981-1998                |
| IV                       | Marina Valcárcel y Silvela                       | 2001-actual titular      |

## Historia de los Marqueses de O'Reilly
- María de las Mercedes O'Reilly y Ruiz de Apodaca (1847-1895), I marquesa de O'Reilly.

Casó con Juan Kholy y Zalba. Le sucedió, por rehabilitación en 1930, de su hija Isabel Kholy y O'Reilly que había casado con Isidoro Valcárcel y Blaya, el hijo de ambos, por tanto su nieto:
- Darío Valcárcel y Kohly, Blaya y O'Reilly, (1906 - Madrid, 24 de octubre de 1979), II marqués de O'Reilly,[2] IV conde de O'Reilly.

Casó con Aurora Lezcano y de Saracho. Le sucedió su hijo:
- Darío Valcárcel y Lezcano (1940), III marqués de O'Reilly, IV conde de O'Reilly (por rehabilitación a su favor en 1994,[3] revocado y cancelado en 2015[4])

Casó con Amaya Silvela y Barcaiztegui. Le sucedió, por cesión, su hija:
- Marina Valcárcel y Silvela (1969), IV marquesa de O'Reilly.

Casada con Pedro Argüelles y Salaverría